# 량정췬
량정췬(중국어 정체자: 梁正群, 병음: Liáng Zhèngqún, 한자음: 양정군, Danny Liang, 1978년 8월 2일 ~ )은 대만의 배우, 가수, 라디오 진행자, DJ, 녹음 엔지니어, 작곡가이다.

## 방송
- 원래1가인

## 영화
- 나의 Ex